# Partido Comunista de Vietnam
El Partido Comunista de Vietnam (en vietnamita: Đảng Cộng sản Việt Nam) es el partido comunista fundador y gobernante de la República Socialista de Vietnam. Aunque nominalmente existe junto con el Frente de la Patria de Vietnam, mantiene un gobierno unitario y tiene un control centralizado sobre el Estado, el Ejército Popular y los medios de comunicación. La supremacía del Partido Comunista está garantizada por el artículo 4 de la Constitución vietnamita. El Partido Comunista de Vietnam fue fundado en 1930; desde 1954, ha sido el partido gobernante de la República Democrática de Vietnam (conocida como Vietnam del Norte) y luego de la actual República Socialista de Vietnam a partir de la reunificación del país (ocurrida en 1976) luego de derrotar a las últimas fuerzas en Saigón.
El PCV está organizado sobre la base del centralismo democrático, un principio concebido por el revolucionario marxista ruso Vladimir Lenin. La máxima institución del PCV es el Congreso Nacional del Partido, que elige al Comité Central. Entre los Congresos del Partido, el Comité Central es el órgano supremo. Después de un Congreso del Partido, el Comité Central elige el Politburó y el Secretariado y nombra al Primer Secretario, la oficina más alta del partido. Entre las sesiones del Comité Central, el Politburó es el órgano supremo en asuntos del partido. Sin embargo, solo puede implementar decisiones basadas en políticas que hayan sido aprobadas previamente por el Comité Central o el Congreso Nacional del partido. A 2017, el XII Politburó está compuesto por 19 miembros. El actual líder del partido es Tô Lâm, quien ostenta los títulos de secretario general del Comité Central y secretario de la Comisión Militar Central.
El partido está comprometido con el comunismo y continúa participando en el Encuentro Internacional de Partidos Comunistas y Obreros cada año. También es conocido por la defensa de lo que llama una "economía de mercado de orientación socialista", mientras que la otra ideología del PCV, el Pensamiento Ho Chi Minh, introducido por Ho, que combina la cultura vietnamita, las ideas revolucionarias francesas, las ideas liberales, el comunismo marxista-leninista y cualidades personales de Ho Chi Minh.
Antes del fin de los regímenes comunistas en Europa del Este, el partido practicaba la economía dirigida hasta que se introdujo el Đổi Mới en 1986 y se alineó con la Unión Soviética y los Estados del Pacto de Varsovia / COMECON durante la Guerra Fría. Los medios públicos y estatales vietnamitas generalmente se refieren al PCV simplemente como Đảng ("el Partido") o Đảng ta ("nuestro Partido").

## Historia

### Ascenso al poder (1925-1945)
El Partido Comunista remonta su linaje a 1925, cuando Hồ Chí Minh estableció la Liga de la Juventud Revolucionaria de Vietnam (Hội Việt Nam Cách mạng Thanh niên), comúnmente conocida como Liga Juvenil (Hội Thanh niên). La Liga Juvenil buscó hacer uso del patriotismo en un esfuerzo por poner fin a la ocupación colonial del país por parte de Francia. El grupo buscaba objetivos políticos y sociales: la independencia nacional y la redistribución de la tierra a los campesinos trabajadores. La Liga Juvenil fue diseñada para preparar el terreno para una lucha armada revolucionaria contra la ocupación francesa.
En 1928, la sede de la Liga Juvenil en Cantón fue forzada a la clandestinidad por nacionalistas chinos dirigidos por el Kuomintang. Esto llevó a un colapso nacional dentro de la organización, que llevó indirectamente a una división dentro de la Liga Juvenil. El 17 de junio de 1929, más de 20 delegados de células en toda la región de Tonkin (norte) celebraron una conferencia en Hanói, donde declararon la disolución de la Liga de la Juventud Revolucionaria de Vietnam y el establecimiento de una nueva organización llamada Partido Comunista de Indochina (Đông Dương Cộng sản Đảng). La otra facción de la Liga Juvenil, con sede en la región de Cochinchina (sur), celebró una conferencia en Saigón y se declaró Partido Comunista de Annam (An Nam Cộng sản Đảng) a finales de 1929. Las dos organizaciones pasaron el resto de 1929 enfrascadas en polémicas entre sí en un intento por ganar una posición de hegemonía sobre el movimiento de liberación vietnamita. Un tercer grupo comunista vietnamita surgió en esta época en la región de Annam (central), se llamó a sí mismo la Liga Comunista de Indochina (Đông Dương Cộng sản Liên Đoàn), que no se originó de la Liga Juvenil. La Liga Comunista de Indochina tenía sus raíces en otro grupo de liberación nacional que había existido en paralelo con la Liga Juvenil y se veía a sí misma como un rival de esta última.
El Partido Comunista de Indochina y el Partido Comunista de Annam de la Liga Juvenil Revolucionaria Vietnamita, se unieron a miembros individuales de la Liga Comunista de Indochina para formar una organización comunista unida llamada Partido Comunista de Vietnam (Đảng Cộng sản Việt Nam), fundada por Hồ Chí Minh en una "Conferencia de Unificación" celebrada en Wah Yan College (Kowloon) en Hong Kong del 3 al 7 de febrero de 1930. En una conferencia posterior a solicitud de la Comintern, el partido cambió su nombre por el de Partido Comunista de Indochina (Đảng Cộng sản Đông Dương), a menudo abreviado como PCI. Durante sus primeros cinco años de existencia, el PCI alcanzó una membresía de alrededor de 1500 y tenía un gran contingente de simpatizantes. A pesar del pequeño tamaño del grupo, ejerció una influencia en el turbulento clima social vietnamita. Las malas cosechas en 1929 y 1930 y una onerosa carga de deuda sirvieron para radicalizar a muchos campesinos. En la ciudad industrial de Vinh, las manifestaciones del Primero de Mayo fueron organizadas por activistas del PCI, que ganaron masa crítica cuando las familias de los trabajadores semi-campesinos se unieron a las manifestaciones para expresar su descontento con las circunstancias económicas que enfrentaban.
Cuando las tres marchas del Primero de Mayo se convirtieron en manifestaciones masivas, las autoridades coloniales francesas intervinieron para sofocar lo que percibían como peligrosas revueltas campesinas. Las fuerzas gubernamentales dispararon contra las multitudes, matando a decenas y enardeciendo a la población. En respuesta, se organizaron consejos en las aldeas en un esfuerzo por gobernarse a sí mismos localmente. La represión por parte de las autoridades coloniales comenzó en el otoño de 1931: alrededor de 1300 personas fueron finalmente asesinadas por los franceses y muchas más fueron encarceladas o deportadas cuando se reafirmó la autoridad del gobierno y el PCI fue efectivamente aniquilado en la región. El secretario general Tran Phu y varios miembros del Comité Central fueron arrestados y asesinados. Lê Hồng Phong fue asignado por la Internacional Comunista para restaurar el movimiento. El partido se restauró en 1935 y Lê Hồng Phong fue elegido su secretario general. En 1936, Hà Huy Tập fue nombrado secretario general en lugar de Lê Hồng Phong, quien regresó al país para restaurar el Comité Central.
La Segunda Guerra Mundial debilitó drásticamente el control de Francia sobre Indochina. La caída de Francia ante la Alemania nazi en junio de 1940 y la posterior colaboración de la Francia de Vichy con las potencias del Eje de Alemania y Japón sirvieron para deslegitimar los reclamos franceses de soberanía. La guerra europea hizo imposible el gobierno colonial de Francia e Indochina fue ocupada por fuerzas japonesas.
Al comienzo de la guerra, el Partido Comunista Indochino instruyó a sus miembros a esconderse en el campo. A pesar de esto, más de 2.000 miembros del partido, incluidos muchos de sus líderes, fueron detenidos y arrestados. Los activistas del partido se vieron particularmente afectados en la región sur de Cochinchina, donde la antes fuerte organización fue aniquilada por arrestos y asesinatos. Después de un levantamiento en Cochinchina en 1940, la mayor parte del Comité Central, incluidos Nguyen Van Cu (secretario general) y Hà Huy Tập, fueron arrestados y asesinados, y Lê Hồng Phong fue deportado a Côn Đảo y luego murió. Surgió una nueva dirección del partido, que incluía a Trường Chinh, Phạm Văn Đồng y Võ Nguyên Giáp. Junto con Ho Chi Minh, estos proporcionarían un liderazgo unificado durante las próximas cuatro décadas.
El líder del partido Hồ Chí Minh regresó a Vietnam en febrero de 1941 y estableció un frente político-militar conocido como la Liga para la Independencia de Vietnam (Việt Nam Độc Lập Đồng Minh Hội), comúnmente conocido como Viet Minh (Việt Minh). El Viet Minh era una organización amplia que incluía muchos partidos políticos, grupos militares, organizaciones religiosas y otras facciones que buscaban la independencia de Vietnam. El Viet Minh estaba bajo un fuerte liderazgo e influencia del PCI. Fue la fuerza de lucha más intransigente contra la ocupación japonesa, y ganó reconocimiento popular y legitimidad en un entorno que se convertiría en un vacío político. A pesar de su posición como el núcleo de la organización del Vietminh, el Partido Comunista de Indochina siguió siendo muy pequeño durante los años de la guerra, con una membresía estimada de entre 2.000 y 3.000 en 1944.

### Oposición de izquierda
El Partido, particularmente en el sur, rivalizaba con otros grupos nacionalistas y de izquierda. Estos incluían a los trotskistas. En noviembre de 1931, los disidentes que surgieron dentro del Partido formaron la Oposición de Izquierda de Octubre (Ta Doi Lap Thang Moui) alrededor del diario clandestino Thang Muoi (octubre). Estos incluían a Hồ Hữu Tường y Phan Văn Hùm quienes, en julio de 1930 en París, protestando por el liderazgo de los "aprendices de Moscú", habían formado un Grupo Indochino dentro de la Liga Comunista (Lien Minh Cong San Doan), la sección francesa de la Oposición de Izquierda Internacional. Una vez considerada "la teórica del contingente vietnamita en Moscú", Tường pedía un nuevo partido "de masas" que surgiera directamente "de la lucha de la lucha real del proletariado de las ciudades y el campo." Tường se unió al respaldo de las doctrinas de León Trotski de "internacionalismo proletario" y de "revolución permanente" de Tạ Thu Thâu del Partido de la Independencia Annamita (Dang Viet Nam Dôc Lap). Al rechazar la línea del "Kuomintang" del Komintern, Thâu insistió en que "la independencia es inseparable de la revolución proletaria".
En reconocimiento de su fuerza relativa en la organización de las fábricas y el litoral de Saigón, durante cuatro años a mediados de la década de 1930 el partido local mantuvo un pacto único con los trotskistas, publicando un periódico común, La Lutte (La lucha), y presentando listas conjuntas para las elecciones municipales y de consejos coloniales de Saigón.
El Vietminh eliminó sistemáticamente a los trotskistas en los meses posteriores a la revolución de agosto de 1945. Cuando se le preguntó un año después en París sobre el destino de Tạ Thu Thâu y sus camaradas, Ho Chi Minh, según Daniel Guérin, respondió: "Todos aquellos que no sigan la línea que he establecido serán desechados".

### Primera guerra de Indochina (1945-1954)
Después de la Revolución de Agosto (1945) organizada por el Viet Minh, Hồ Chí Minh fue nombrado presidente del Gobierno Provisional (primer ministro de la República Democrática de Vietnam) y emitió una proclamación de independencia de la República Democrática de Vietnam. Aunque convenció al emperador Bảo Đại de que abdicara, su gobierno no fue reconocido por ningún país. En repetidas ocasiones solicitó al presidente estadounidense Harry S. Truman apoyo para la independencia de Vietnam, citando la Carta del Atlántico, pero Truman no respondió. Después del exitoso establecimiento de una República Democrática de Vietnam independiente en Hanói, Vietnam fue tomado por las fuerzas nacionalistas chinas en el norte y las fuerzas conjuntas franco-británicas en el sur.
En respuesta a la influencia y manipulación francesas que intentaron destruir la unidad dentro de Vietminh, el PCI fue oficialmente disuelto y degradado al Instituto para el estudio del marxismo en Indochina. (Hội Nghiên cứu Chủ nghĩa Marx tại Đông Dương) como un gesto para unir todos los factores nacionalistas y no comunistas para luchar contra las fuerzas francesas y pro-francesas. En la práctica, el Vietminh se convirtió en el líder de la lucha por la independencia de Vietnam. El PCI aparentemente se disolvió, pero su núcleo seguía funcionando. Según la CIA, la membresía aumentó a unos 400.000 miembros en 1950. En 1951, durante la guerra por la independencia, el Partido Comunista oficialmente disuelto se restableció oficialmente y se renombró como Partido de los Trabajadores de Vietnam (Đảng lao động Việt Nam), A menudo abreviado como PTV y apodado el Partido Lao Dong. La guerra de Indochina contra las fuerzas francesas duró hasta 1954 con la victoria vietnamita en la batalla de Điện Biên Phủ.

### Segunda guerra de Indochina o guerra de Vietnam (1960-1975)
En el segundo Congreso del Partido se decidió que el Partido Comunista se dividiría en tres; un partido para cada uno de Vietnam, Laos y Camboya. Sin embargo, en una nota oficial dijo que "el partido vietnamita se reserva el derecho de supervisar las actividades de sus partidos hermanos en Camboya y Laos." El Partido Revolucionario Popular de Kampuchea se estableció en abril de 1951 y el Partido Popular Revolucionario de Laos se formó cuatro años después, el 22 de marzo de 1955. El tercer Congreso del Partido, celebrado en Hanói en 1960, formalizó las tareas de la construcción del socialismo en lo que entonces era Vietnam del Norte, o la República Democrática de Vietnam (RDV), y comprometió al partido con la liberación de Vietnam del Sur. En el sur, los Estados Unidos de América establecieron una República de Vietnam proestadounidense (RVN), comúnmente conocida como Vietnam del Sur, en 1955. En 1960, la RDV estableció un frente político-militar en el sur llamado Frente de Liberación Nacional de Vietnam del Sur (Mặt trận Dân tộc Giải phóng Miền Nam Việt Nam). El lado estadounidense comúnmente se refirió al FLN como el Viet Cong (Việt Cộng) o VC para abreviar.
La guerra de Vietnam o segunda guerra de Indochina estalló entre los comunistas que incluían a la República Democrática de Vietnam (Vietnam del Norte) y el Frente de Liberación Nacional (Viet Cong), y los anticomunistas que incluían a los Estados Unidos, la República de Vietnam (Vietnam del Sur) y sus aliados como Australia, Corea del Sur, Tailandia, etc. Los comunistas recibieron el apoyo de la República Popular China y la Unión Soviética. La guerra duró de 1960 a 1975 y se extendió a Laos y Camboya. La guerra civil camboyana estalló entre los comunistas Jémeres Rojos y la República Jemer proestadounidense. La guerra civil de Laos estalló entre el comunista Pathet Lao y el pro-americano Reino de Laos. Los comunistas camboyanos y laosianos recibieron capacitación y apoyo de Vietnam del Norte y el Việt Cộng. Durante la guerra, el Partido de los Trabajadores de Vietnam también estableció su sub-rama en el sur llamada Partido Revolucionario del Pueblo de Vietnam del Sur (Đảng Nhân dân Cách mạng Miền Nam Việt Nam) que tenía como objetivo liderar el Việt Cộng. Después de la retirada de las tropas estadounidenses de Indochina y el colapso de la República de Vietnam el 30 de abril de 1975, Vietnam se unificó bajo el liderazgo de los comunistas. En el cuarto Congreso del Partido en 1976, el Partido de los Trabajadores de Vietnam se fusionó con el Partido Revolucionario del Pueblo de Vietnam del Sur en el Partido Comunista de Vietnam (Đảng Cộng sản Việt Nam), comúnmente abreviado como PCV. El partido explicó que el cambio de nombre se hizo a la luz de "la dictadura del proletariado fortalecido, el desarrollo de la dirección de la clase obrera [...] una alianza obrero-campesina."

### Partido gobernante (1976-presente)
El cuarto Congreso del Partido estaba compuesto por 1.008 delegados que representaban a 1.553.500 miembros del partido, un estimado del tres por ciento de la población vietnamita. En el Congreso se aprobó una nueva línea para la construcción socialista, se aprobó el Segundo Plan Quinquenal (1976-1980) y se hicieron varias enmiendas a la constitución del partido. La nueva línea del partido enfatizó la construcción del socialismo a nivel nacional y apoyó la expansión socialista a nivel internacional. El objetivo económico del partido era construir un país socialista fuerte y próspero en 20 años. Las metas económicas fijadas para el Segundo Plan Quinquenal no se implementaron y entre el cuarto y quinto congresos del partido tuvo lugar un acalorado debate sobre la reforma económica. El primero fue en el sexto pleno del Comité Central del IV Congreso del Partido en septiembre de 1979, pero el más revelador ocurrió en el Décimo Pleno del Comité Central del IV Congreso del Partido, que duró del 9 de octubre al 3 de noviembre de 1981. El pleno adoptó una línea reformista, pero se vio obligado a moderar su posición cuando varios capítulos del partido de base se rebelaron contra su resolución. En el V Congreso del Partido, celebrado en marzo de 1982, el secretario general Lê Duẩn dijo que el partido tenía que esforzarse por alcanzar dos objetivos; construir el socialismo y proteger Vietnam de la agresión china, pero se dio prioridad a la construcción socialista. La dirección del partido reconoció los fracasos del Segundo Plan Quinquenal, alegando que su incapacidad para comprender las condiciones económicas y sociales agravó los problemas económicos del país. El tercer plan quinquenal (1981-1985) hizo hincapié en la necesidad de mejorar las condiciones de vida y la necesidad de una mayor construcción industrial, pero se dio máxima prioridad a la agricultura. Otros puntos fueron mejorar las deficiencias en la planificación central, mejorar las relaciones comerciales económicas con los países del COMECON, Laos y Kampuchea.

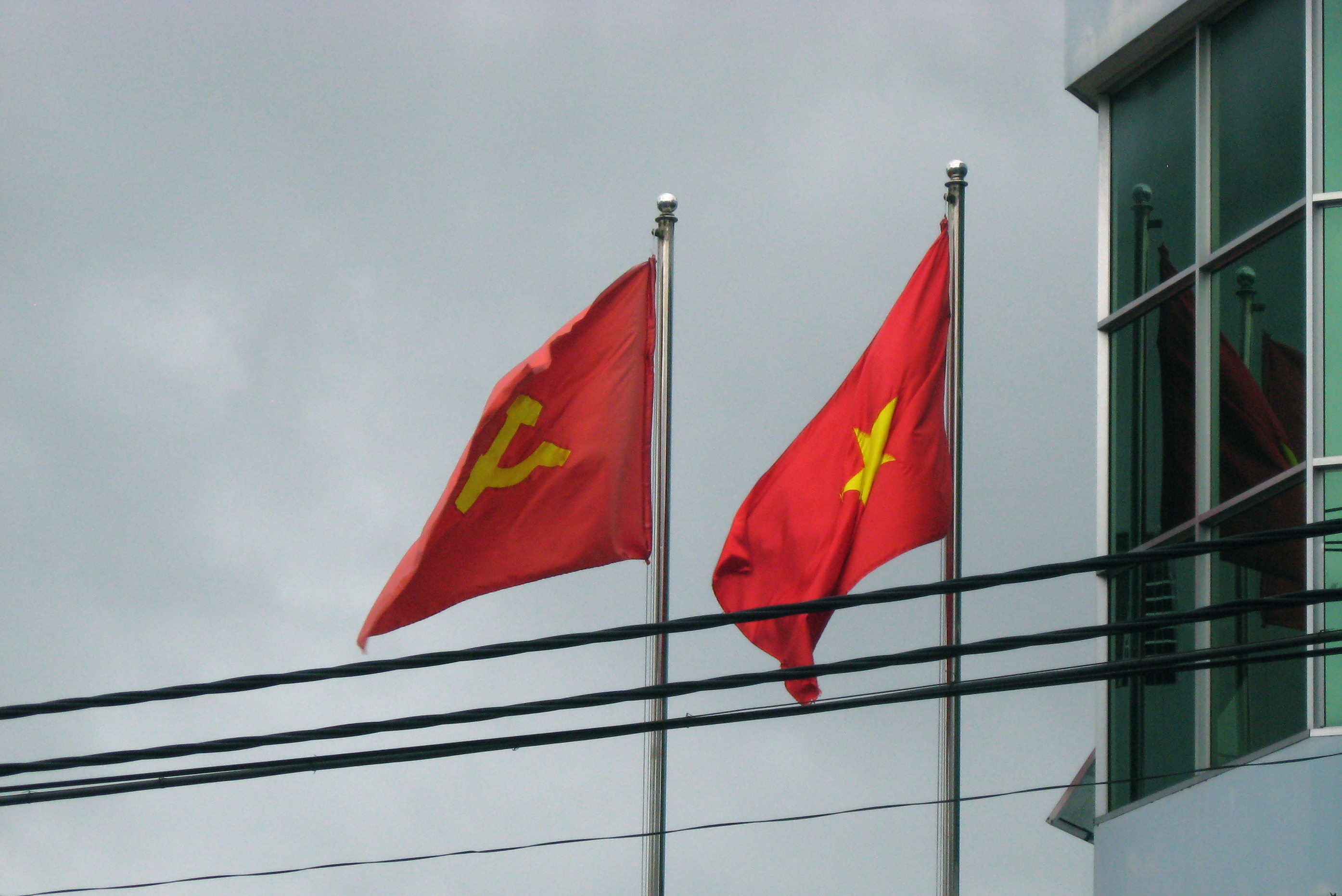
Dos banderas, la bandera del Partido Comunista y la bandera nacional de Vietnam, ondeando una al lado de la otra

Mientras Lê Duẩn seguía creyendo en las metas fijadas en el Tercer Plan Quinquenal, los principales miembros del Partido Comunista estaban perdiendo su confianza en el sistema. Fue en este momento que se introdujo la reforma de precios de 1985: se introdujeron los precios de mercado, lo que condujo a un aumento repentino de la inflación. En 1985, se hizo evidente que el tercer plan quinquenal había fracasado estrepitosamente. Lê Duẩn murió el 10 de julio de 1986, pocos meses antes del VI Congreso del Partido. Una reunión del Politburó celebrada entre el 25 y el 30 de agosto de 1986 allanó el camino para reformas más radicales; el nuevo movimiento de reforma fue dirigido por Trường Chinh. En el sexto Congreso del Partido, Nguyễn Văn Linh fue elegido nuevo secretario general; esta fue una victoria para el ala reformista de la vieja guardia del partido. El nuevo liderazgo elegido en el Congreso lanzaría más tarde el Đổi Mới y establecería el marco para la economía de mercado de orientación socialista. Las reformas económicas se iniciaron junto con una relajación de la censura estatal y la libertad de expresión.
En el séptimo Congreso del Partido en el que Nguyễn Văn Linh se retiró de la política, reafirmó el compromiso del partido y del país con el socialismo.Đỗ Mười sucedió a Nguyễn Văn Linh como secretario general, Võ Văn Kiệt, el líder comunista reformista, fue nombrado primer ministro y Lê Đức Anh, presidente. En 1994, cuatro nuevos miembros fueron designados para el séptimo Politburó, todos los cuales se opusieron a una reforma radical. En la reunión del Comité Central de junio de 1997, tanto Lê Đức Anh como Võ Văn Kiệt confirmaron su renuncia a la novena Asamblea Nacional, que fue disuelta en septiembre de 1997. Phan Văn Khải fue aprobado como sucesor de Võ Văn Kiệt, y Trần Đức Lương, relativamente desconocido, sucedió a Lê Đức Anh como presidente. En el cuarto pleno del Comité Central del octavo Congreso del Partido, Lê Khả Phiêu fue elegido secretario general y Đỗ Mười, Lê Đức Anh y Võ Văn Kiệt renunciaron oficialmente a la política y fueron elegidos parte del Consejo Asesor del Comité Central. Nông Đức Mạnh sucedió a Lê Khả Phiêu en 2001 como secretario general.Nông Đức Mạnh ocupó el primer lugar hasta el XI Congreso Nacional (celebrado en 2011) y fue sucedido por Nguyễn Phú Trọng.

## Organización

### Congreso Nacional
El Congreso Nacional es el máximo órgano del partido, y se lleva a cabo una vez cada cinco años. Los delegados deciden la dirección del partido y el Gobierno en el Congreso Nacional. El Comité Central es elegido, los delegados votan sobre las políticas y los candidatos son elegidos para puestos dentro de la dirección central del partido. Una vez que se ratifican las decisiones tomadas en el Congreso Nacional, el congreso se disuelve. El Comité Central implementa las decisiones del Congreso Nacional durante el período de cinco años entre congresos. Cuando el Comité Central no está en sesión, el Politburó implementa las políticas del Congreso Nacional.

### Comité central
El Comité Central es la institución más poderosa del PCV. Delega algunas de sus facultades a la Secretaría y al Politburó cuando no está en sesión. Cuando terminó la guerra de Vietnam en 1975, el liderazgo vietnamita, dirigido por Lê Duẩn, comenzó a centralizar el poder. Esta política continuó hasta el sexto Congreso Nacional, cuando Nguyễn Văn Linh asumió el poder. Linh siguió una política de descentralización económica y política. El partido y la burocracia estatal se opusieron a las iniciativas de reforma de Linh; Debido a esto, Linh trató de ganarse el apoyo de los líderes provinciales, lo que provocó que los poderes de los capítulos provinciales del PCV aumentaran en la década de 1990. El PCV perdió su poder para nombrar o destituir a los funcionarios de nivel provincial en la década de 1990; Võ Văn Kiệt intentó devolver este poder al centro durante la década de 1990 sin éxito. Estos desarrollos llevaron a la provincialización del Comité Central; por ejemplo, un número cada vez mayor de miembros del Comité Central tiene experiencia en el trabajo del partido provincial.
Debido a estos cambios, el poder en Vietnam se ha delegado cada vez más. El número de miembros del Comité Central con antecedentes provinciales aumentó del 15,6 por ciento en 1982 al 41 por ciento en 2001. Debido a la devolución del poder, los poderes del Comité Central han aumentado sustancialmente; Por ejemplo, cuando una mayoría de dos tercios del Politburó votó a favor de mantener a Lê Khả Phiêu como secretario general, el Comité Central votó en contra de la moción del Politburó y votó por unanimidad a favor de destituirlo de su puesto de secretario general. El Comité Central hizo esto porque la mayoría de sus miembros tenían antecedentes provinciales o estaban trabajando en las provincias. Estos miembros fueron los primeros en verse afectados cuando la economía comenzó a estancarse durante el gobierno de Lê Khả Phiêu. El Comité Central elige al Politburó después del Congreso del Partido.

#### Secretario general

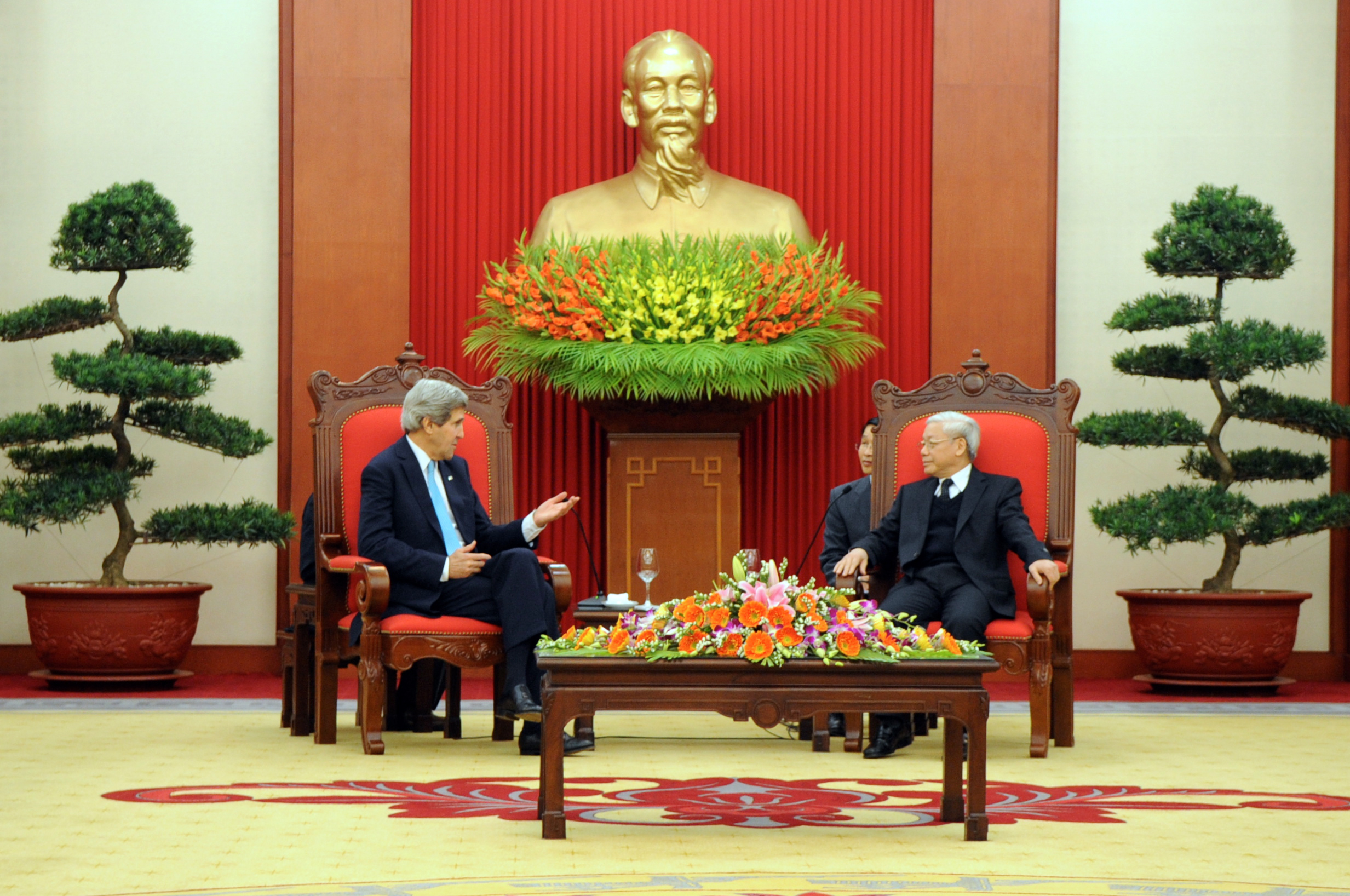
El secretario general Nguyễn Phú Trọng con el secretario de Estado de los Estados Unidos, John Kerry, en Hanói, 2013.

El secretario general del Comité Central es el cargo más alto dentro del Partido Comunista, es elegido por el Comité Central y puede permanecer en el cargo durante dos mandatos de cinco años. El secretario general preside el trabajo del Comité Central, el Politburó, el Secretariado, es responsable de temas como defensa, seguridad y asuntos exteriores, y preside reuniones con líderes importantes. El secretario general ocupa el cargo de secretario de la Comisión Militar Central, el máximo órgano de asuntos militares del partido.

#### Politburó
El Politburó es el máximo órgano del Partido Comunista entre las reuniones del Comité Central, que se celebran dos veces al año. El Politburó puede implementar políticas que hayan sido aprobadas por el Congreso del Partido o el Comité Central anterior. Es deber del Politburó garantizar que las resoluciones del Congreso del Partido y del Comité Central se apliquen a nivel nacional. También es responsable de los asuntos relacionados con la organización y el personal, y tiene derecho a preparar y convocar una sesión plenaria del Comité Central. El Politburó puede ser anulado por el Comité Central, como sucedió en 2001 cuando el Politburó votó a favor de mantener a Lê Khả Phiêu como secretario general; El Comité Central anuló la decisión del Politburó, destituyó a Lê de la política y obligó al Politburó a elegir un nuevo secretario general después del IX Congreso Nacional.
Los miembros del Politburó son elegidos y clasificados por el Comité Central inmediatamente después de un Congreso Nacional del Partido. Según David Koh, la clasificación del Politburó desde el primer pleno del X Comité Central en adelante, se basa en el número de votos de aprobación del Comité Central. Lê Hồng Anh, el ministro de Seguridad Pública, ocupó el segundo lugar en el décimo Politburó porque recibió el segundo mayor número de votos de aprobación. Tô Huy Rứa ocupó el puesto más bajo porque recibió el voto de aprobación más bajo del X Comité Central cuando se presentó a las elecciones para el Politburó. El XI Politburó fue elegido por el Comité Central después del XI Congreso Nacional y está compuesto por 16 miembros. Las decisiones dentro del Politburó se toman a través de la toma de decisiones colectivas.
Desde el X Comité Central, los deberes y responsabilidades de los miembros del Politburó y los del secretario general, el presidente, el primer ministro, el presidente de la Asamblea Nacional y el miembro permanente de la Secretaría se han especificado por separado.

#### Secretariado
El Secretariado está dirigida por el secretario general y las decisiones dentro de ella se toman a través de la toma de decisiones colectivas. El Secretariado es elegido y el número de miembros lo decide el Comité Central inmediatamente después del Congreso Nacional. Es responsable de resolver los problemas organizativos y de implementar las demandas del Comité Central. El Secretariado supervisa el trabajo de los Departamentos del Comité Central. También es responsable de fiscalizar y supervisar la implementación de las resoluciones y directivas en los ámbitos del partido en materia económica, social, defensa, seguridad y asuntos exteriores, y es directamente responsable de la coordinación de varios órganos del partido. El Secretariado supervisa la preparación de las cuestiones planteadas en las reuniones del Politburó..

#### Comisión Militar Central
La Comisión Militar Central es nombrada por el Politburó e incluye miembros del ejército. La comisión es responsable ante el Comité Central y entre reuniones, el Politburó y el Secretariado. El Secretario de la Comisión Militar Central es el secretario general del partido, mientras que el cargo de vicesecretario lo ocupa el ministro de Defensa Nacional. La comisión puede emitir directrices sobre políticas militares y de defensa y tiene liderazgo en todos los aspectos del ejército. El Departamento Político General está subordinado a la comisión.

#### Comisión Central de Inspección
La Comisión Central de Inspección es el órgano del partido responsable de combatir la corrupción, disciplinar a los miembros y las irregularidades en general. Es el único órgano dentro del partido que puede condenar o condenar a los miembros del partido. La Comisión, y su presidente y vicepresidentes, son elegidos por el primer pleno del Comité Central después de un Congreso Nacional del Partido. Debido a la política de centralismo democrático del partido, una comisión de inspección local solo puede investigar un caso si la comisión de inspección directamente superior a ella da su consentimiento para la investigación.

#### Consejo Teórico Central
El Consejo Teórico Central fue establecido el 22 de octubre de 1996 por decisión del Comité Central. El IV Consejo Teórico Central se formó el 7 de septiembre de 2016 y actualmente está encabezado por el miembro del Politburó Đinh Thế Huynh. Funciona como un órgano asesor del Comité Central, el Politburó y el Secretariado en la concepción y desarrollo de la teoría de los partidos en línea con el marxismo. Se encarga de estudiar los temas planteados por el Politburó y la Secretaría, y los planteados por sus propios miembros.

## Ideología

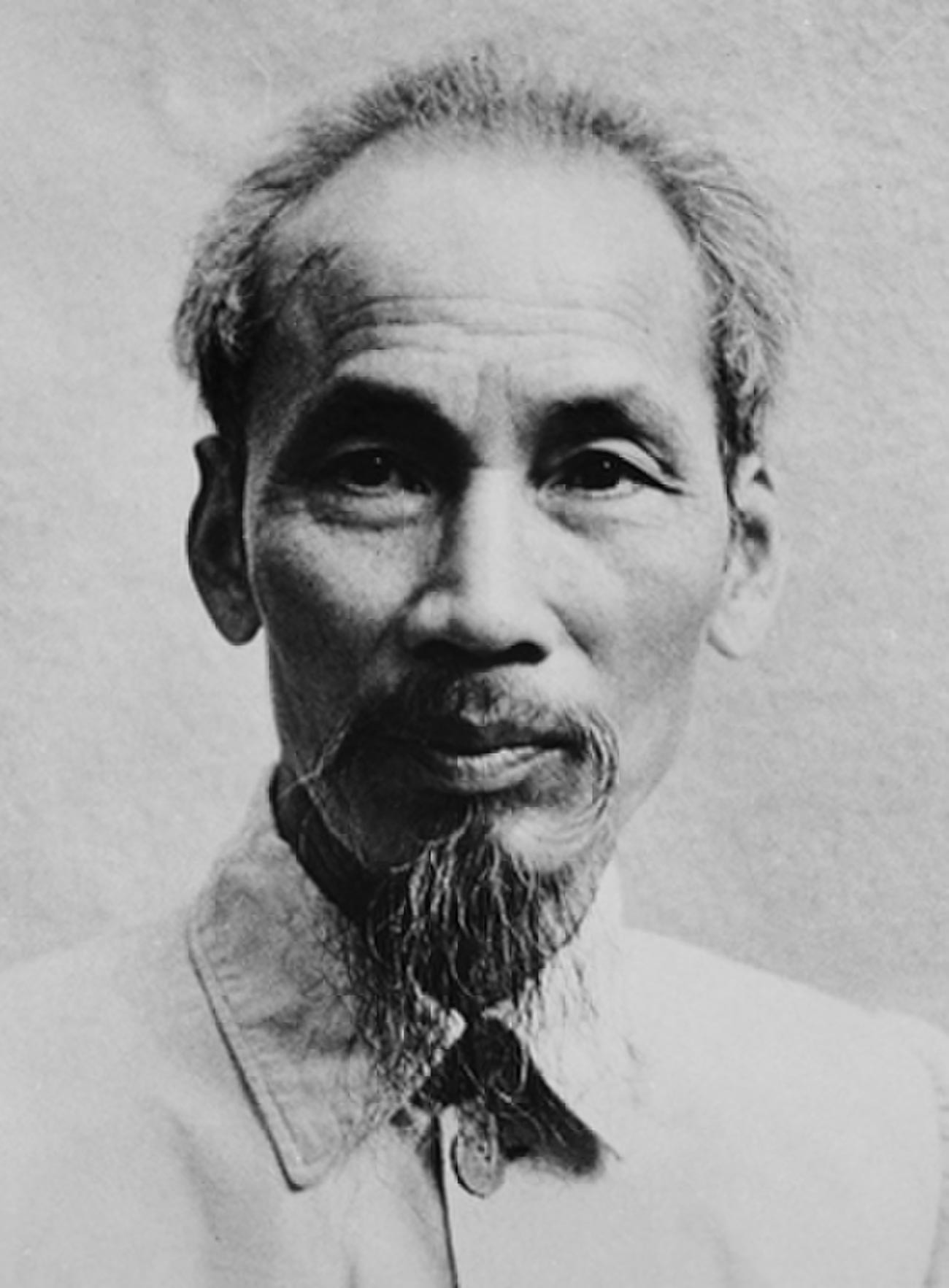
El estado y el partido se guían por el pensamiento Hồ Chí Minh.

Vietnam es una república socialista con un sistema de partido único dirigido por el Partido Comunista. El PCV defiende el marxismo-leninismo y el pensamiento Hồ Chí Minh, las ideologías del difunto Hồ Chí Minh. Las dos ideologías sirven de guía para las actividades del partido y el estado. Según la Constitución, Vietnam se encuentra en un período de transición al socialismo. El marxismo-leninismo se introdujo en Vietnam en las décadas de 1920 y 1930, y la cultura vietnamita ha sido liderada bajo las banderas del patriotismo y el marxismo-leninismo. Las creencias de Hồ Chí Minh no fueron sistematizadas durante su vida, ni esto ocurrió rápidamente después de su muerte. La biografía de Hồ de Trường Chinh en 1973 enfatizó sus políticas revolucionarias. Los pensamientos de Hồ fueron sistematizados en 1989 bajo el liderazgo de Nguyễn Văn Linh. El pensamiento Hồ Chí Minh y el marxismo-leninismo se convirtieron en las ideologías oficiales del PCV y del Estado en 1991. El reclamo de legitimidad del PCV se mantuvo después del colapso del comunismo en otros lugares en 1989 y la disolución de la Unión Soviética en 1991 por su compromiso con los pensamientos de Hồ Chí Minh, según Sophie Quinn-Judge. Según Pierre Brocheux, la ideología estatal actual es el pensamiento Hồ Chí Minh, con el marxismo-leninismo jugando un papel secundario. Algunos afirman que el pensamiento Hồ Chí Minh se usa como velo para una dirección de partido que ha dejado de creer en el comunismo, pero otros lo descartan sobre la base de que Hồ Chí Minh fue un ávido partidario de Lenin y la dictadura del proletariado. Otros ven el pensamiento Hồ Chí Minh como un término político paraguas cuya función principal es introducir ideas y políticas no socialistas sin cuestionar la legalidad socialista.
Desde que se fundó la República, la ideología clave ha sido el marxismo-leninismo, pero desde la introducción de una economía mixta a fines de los años ochenta y noventa, ha perdido su legitimidad ideológica y moral monopolística. Debido a las reformas de Đổi Mới, el partido no podía basar su gobierno en la defensa únicamente de los trabajadores y los campesinos, lo que oficialmente se conocía como la "alianza clase trabajadora-campesina". En la constitución promulgada en 1992, el Estado representaba a los "trabajadores, campesinos e intelectuales". En los últimos años, el partido ha dejado de representar a una clase específica, sino a los "intereses de todo el pueblo", que incluye a los empresarios. La última barrera de clase se eliminó en 2006, cuando a los miembros del partido se les permitió participar en actividades privadas. En vez de restar importancia al papel del marxismo-leninismo, el partido ha adquirido una ideología más amplia, poniendo más énfasis en el nacionalismo, el desarrollismo y convirtiéndose en el protector de la tradición.

### Transición al socialismo
Los personajes de un nuevo régimen social se formaron en el pensamiento de Hồ Chí Minh a través, en primer lugar, del método de transformar los rasgos del antiguo régimen en sus facetas contrarias. Era el  método de pensamiento dialéctico. De acuerdo con este método, el proceso de formulación del régimen democrático popular en realidad se consideró el proceso de eliminar de manera integral los rasgos fundamentales del régimen colonial-feudal.
Lai Quoc Khanh explicando la forma de pensar de Hồ Chí Minh.

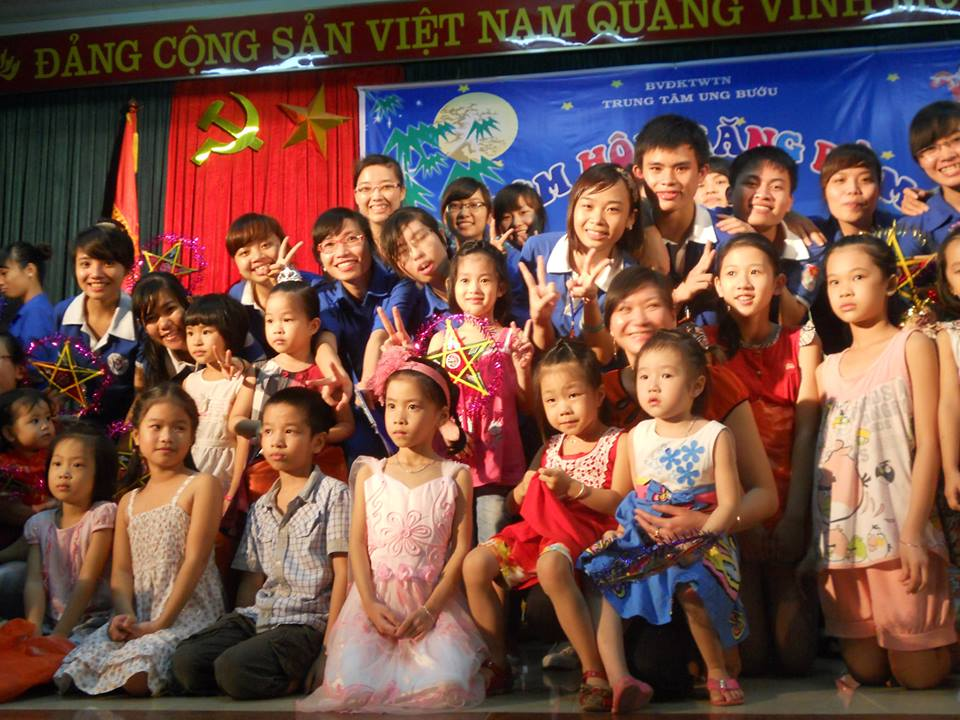
Unión de Jóvenes Comunistas Ho Chi Minh en 2014

Según Hồ Chí Minh, antes de convertirse en socialista, una sociedad debe evolucionar a través de la liberación nacional y la construcción de un régimen democrático popular. Si bien la liberación nacional es el medio para tomar el poder, el establecimiento de un régimen democrático popular requiere la destrucción total de la sociedad feudal, colonialista e imperialista. Sólo a través de esta destrucción Vietnam puede transitar al socialismo. Lai Quoc Khanh, periodista del teórico Communist Review, escribió: "El régimen democrático del pueblo es una necesidad objetiva en el curso del desarrollo de la sociedad vietnamita". Sin embargo, un régimen democrático popular no es un régimen socialista. Por ejemplo, en un régimen democrático popular la propiedad privada todavía existe, mientras que en una etapa de desarrollo comunista o socialista, la propiedad no existe. Los comunistas vietnamitas consideran la distribución de la tierra durante el primer gobierno de Hồ Chí Minh como un ejemplo de democracia popular.
Sin embargo, esta no es la única diferencia. La lógica es que la diferencia en la propiedad de las producciones conduce a diferentes modos de producción. Hồ Chí Minh dijo que los principios económicos básicos de un régimen democrático popular era la propiedad estatal de ciertos segmentos de la producción, considerados socialistas ya que el estado pertenece al pueblo, las cooperativas, que eran de naturaleza medio socialista pero que se convertirían en entidades económicas plenamente socialistas y la economía personal de la artesanía individual y el campesinado, que luego se convertiría en cooperativas, capitalismo privado y capitalismo de estado, donde el estado comparte capital con capitalistas para desarrollar aún más el país. Dado que estos fundamentos económicos se basaban en diferentes tipos de propiedad, la economía del régimen democrático popular no puede considerarse socialista, por lo que el régimen no es socialista. Por ejemplo, en la economía de mercado de orientación socialista, el sector de propiedad estatal será el sector dominante, de ahí que domine el carácter socialista de la economía. La plataforma política del segundo Congreso del Partido celebrado en 1951 decía: "La revolución democrática del pueblo no es una revolución democrática capitalista de tipo antiguo ni una revolución socialista, es una revolución democrática capitalista de nuevo tipo que evolucionará hacia una revolución socialista sin experimentar una guerra civil revolucionaria." Para ser más específicos, el régimen democrático popular es una etapa secundaria en el desarrollo capitalista. Si bien Hồ Chí Minh apoyó la posición de que Vietnam había entrado en la etapa de transición al socialismo en 1954, mantuvo la creencia de que Vietnam todavía era "un régimen democrático en el que la gente es el dueño" y no socialista. Para llegar a la etapa socialista de desarrollo, el desarrollo del sector estatal era de suma importancia, cuya falta, según Hồ Chí Minh, conduciría al fracaso. La plataforma del XI Congreso Nacional realizado en enero de 2011 decía: "Este es un proceso revolucionario profundo y profundo y una lucha complicada entre lo viejo y lo nuevo por cambios cualitativos en todos los aspectos de la vida social. Es imprescindible pasar por un largo período de transición con varios pasos de desarrollo y varias estructuras sociales y económicas mixtas."
Según el secretario general del partido, Nguyễn Phú Trọng, durante la transición al socialismo, los factores socialistas de desarrollo compiten con los no socialistas, que incluyen factores capitalistas. Nguyễn dijo: "Junto con los aspectos positivos, siempre habrá aspectos negativos y desafíos que deben ser considerados con sabiduría y abordados de manera oportuna y efectiva. Es una lucha difícil que requiere espíritu, una visión fresca y creatividad. El camino hacia el socialismo es un proceso de constante consolidación y fortalecimiento de los factores socialistas para hacerlos más dominantes e irreversibles. El éxito dependerá de las políticas correctas, el espíritu político, la capacidad de liderazgo y la fuerza combativa del Partido.”

### "Superioridad del socialismo"
Nunca ha existido una teoría científica y revolucionaria como el marxismo-leninismo. Es una "teoría comprensiva y lógicamente estricta que brinda a las personas una visión total del mundo" y una teoría que no solo apunta a "comprender el mundo, sino también a cambiarlo". [...] El capitalismo ciertamente será reemplazado por el socialismo, porque esa es la ley de la historia humana, que nadie puede negar.
Nguyen Van Linh, el líder que inició el Doi Moi, se opuso a la opinión de que los principios fundamentales del marxismo-leninismo debían ser cambiados o rechazados debido a la introducción de elementos de mercado en la economía.

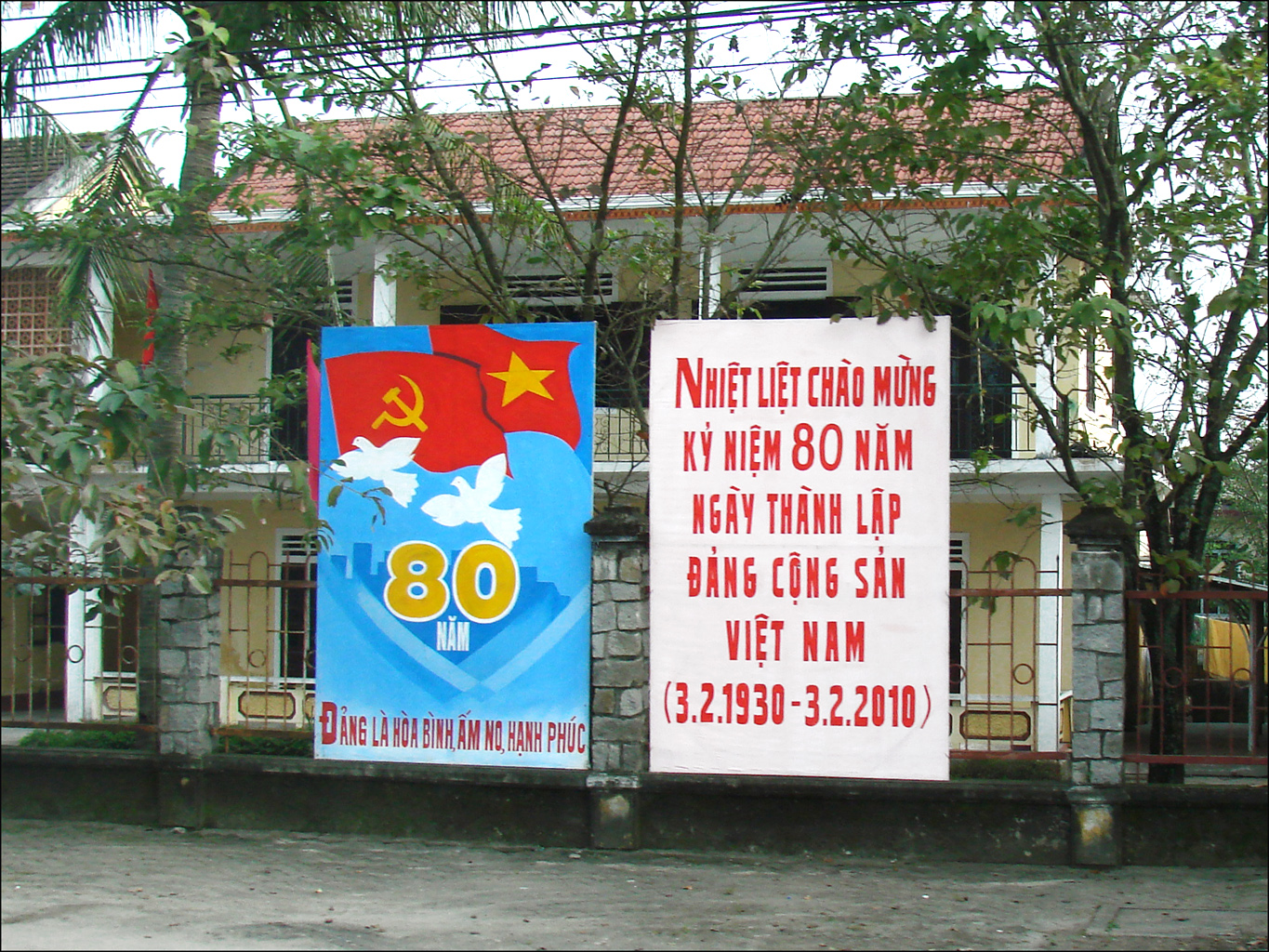
Cartel del Partido Comunista que conmemora la fundación del 80 y equipara el partido con "paz, prosperidad y felicidad"

El Partido Comunista cree que el socialismo es superior a otras ideologías y sistemas estatales. Según el marxismo-leninismo, el socialismo es la penúltima etapa del desarrollo socioeconómico antes del comunismo puro. Para construir una sociedad socialista, los comunistas tienen que imaginar, delinear y estudiar la sociedad. El partido cree que el socialismo conduce a la liberación humana de toda situación de opresión, explotación e injusticia. Mientras que los fundadores del marxismo-leninismo pronosticaron las principales características de una sociedad socialista, el partido no considera que los fundadores tengan toda la verdad. El principal esbozo de esta ideología lo sostiene el partido, es decir, un modo social superior y más avanzado:
1. El objetivo supremo del socialismo es liberar al pueblo de todo yugo de explotación y esclavitud económica del espíritu, posibilitando el desarrollo humano integral.[84]
2. Las facilidades del socialismo son las fuerzas generadas por la producción avanzada moderna.[84]
3. El socialismo es la abolición gradual de la propiedad privada y el capitalismo y los cambios en los medios de producción.[84]
4. El socialismo crea organizaciones laborales y una nueva forma obrera con alta disciplina y productividad.[84]
5. Socialismo significa la implementación del principio a cada cual según su aporte.[84]
6. El socialismo de Estado es un nuevo tipo de democracia, que refleja la naturaleza de la clase trabajadora y representa los intereses, el poder y la voluntad del pueblo trabajador.[84]
7. En una sociedad socialista, la relación entre clase y etnia se resolverá mediante una combinación de solidaridad internacional y de clase: el nacionalismo será reemplazado por el internacionalismo.[84]

### Economía de mercado de orientación socialista
Los defensores de la economía de mercado de orientación socialista afirman que el sistema no es socialista ni capitalista, sino que tiene una "orientación socialista". El Partido Comunista rechaza la opinión de que una economía de mercado tiene que ser capitalista. Según el partido, "una economía socialista orientada al mercado es una economía mercantil multisectorial, que opera de acuerdo con los mecanismos del mercado y una orientación socialista". Según Nguyễn Phú Trọng, "es un nuevo tipo de economía de mercado en la historia del desarrollo de la economía de mercado. Es un tipo de organización económica que se rige por las reglas de la economía de mercado, pero se basa, dirige y gobierna por los principios y la naturaleza del socialismo reflejados en sus tres aspectos - propiedad, organización y distribución - para el objetivo de un pueblo próspero en una nación fuerte caracterizada por la democracia, la justicia y la civilización." Hay múltiples formas de propiedad en una economía de mercado de orientación socialista. Los sectores económicos operan de acuerdo con la ley y son iguales ante la ley en aras de la coexistencia, la cooperación y la competencia sana. Nguyễn Phú Trọng dijo:
La economía estatal juega un papel clave; la economía colectiva se consolida y desarrolla constantemente; la economía privada es una de las fuerzas impulsoras de la economía colectiva; se fomenta la propiedad múltiple, especialmente las sociedades anónimas; las economías estatales y colectivas proporcionan una base firme para la economía nacional. Las relaciones de distribución aseguran la equidad, generan impulso para el crecimiento y operan un mecanismo de distribución basado en los resultados del trabajo, la eficiencia económica, las contribuciones de otros recursos y la distribución a través del sistema de seguridad social y bienestar. El Estado gestiona la economía a través de leyes, estrategias, planes, políticas y mecanismos para orientar, regular y estimular el desarrollo socioeconómico.
A diferencia de los países capitalistas, una economía de mercado de orientación socialista no "espera a que la economía alcance un alto nivel de desarrollo antes de implementar el progreso social y la justicia, ni" sacrifica "el progreso social y la justicia en aras del mero crecimiento económico". Las políticas se promulgan con el único propósito de mejorar el nivel de vida de las personas.

### Rol del marxismo clásico

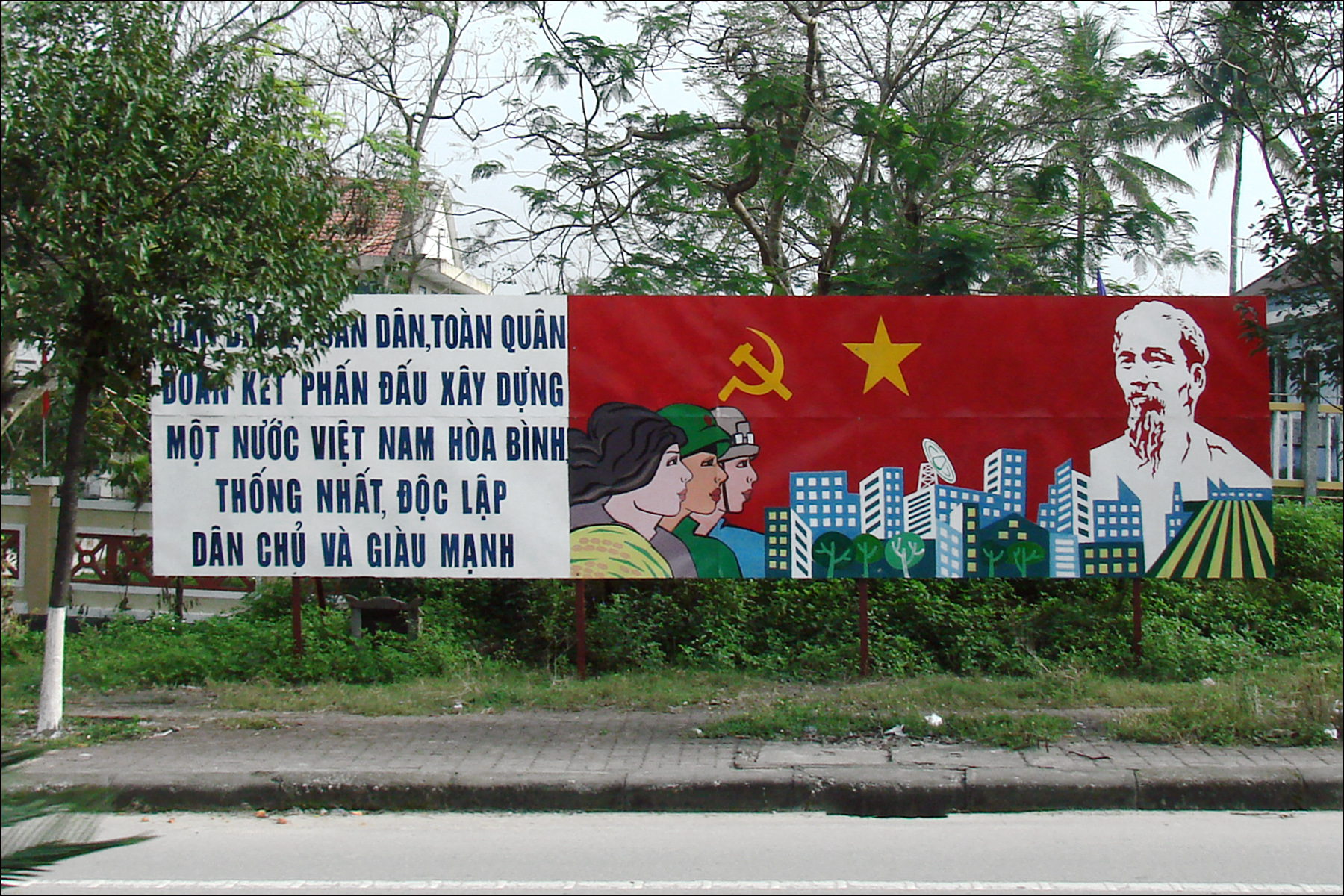
Cartel de propaganda del partido en Huế.

Los textos marxistas clásicos todavía juegan un papel destacado en el desarrollo ideológico del Partido Comunista. El Manifiesto Comunista, escrito por Karl Marx y Friedrich Engels, se considera una "obra inmortal". Según el partido, el valor real del Manifiesto Comunista no es que pueda dar respuestas a los problemas revolucionarios actuales, sino la forma en que explica la liberación gradual de la clase obrera y los trabajadores. Funciona como base para las creencias teóricas más básicas defendidas por el partido. Según Tô Huy Rứa, actualmente miembro del XI Politburó: "Al participar en el proceso de globalización con sus oportunidades y desafíos, como predijeron Marx y Engels en el Manifiesto, el Partido Comunista de Vietnam y el pueblo encontrarán más pautas para una visión y metodologías preciosas del mundo. Los valores sostenibles de esta obra teórica inmortal y plataforma política permanecerán para siempre ". Trần Bạch Đằng escribió:
La realidad de Vietnam después de la revolución es diferente a la que imaginaba cuando me uní al partido ... La vida nos ha demostrado que es mucho más complicada. El caso es que recibimos el marxismo en un sentido teórico, no en un sentido pleno, y la información no era muy precisa. El marxismo llegó a Vietnam a través de la interpretación de Stalin y Mao. Se simplificó en gran medida. Y ahora leemos las obras clásicas de Marx y otros fundadores, y nos encontramos con que las cosas no eran tan sencillas. Aunque las condiciones sociales en las que Marx escribió sus obras no son las mismas que ahora, los principios son los mismos. Sin embargo, esos principios no se interpretaron correctamente con precisión.

## Historia electoral

### Elecciones a la Asamblea Nacional
| Elección | Votos                                         | %                                             | Asientos | +/–         | Posicíon |
| -------- | --------------------------------------------- | --------------------------------------------- | -------- | ----------- | -------- |
| 1960     | como parte del Frente de la Patria de Vietnam | como parte del Frente de la Patria de Vietnam | 421/421  | 421         | 1º       |
| 1964     | como parte del Frente de la Patria de Vietnam | como parte del Frente de la Patria de Vietnam | 366/366  | 55          | 1º       |
| 1971     | como parte del Frente de la Patria de Vietnam | como parte del Frente de la Patria de Vietnam | 420/420  | 54          | 1º       |
| 1975     | como parte del Frente de la Patria de Vietnam | como parte del Frente de la Patria de Vietnam | 424/424  | 4           | 1º       |
| 1976     | como parte del Frente de la Patria de Vietnam | como parte del Frente de la Patria de Vietnam | 492/492  | 68          | 1º       |
| 1981     | como parte del Frente de la Patria de Vietnam | como parte del Frente de la Patria de Vietnam | 496/496  | 4           | 1º       |
| 1987     | como parte del Frente de la Patria de Vietnam | como parte del Frente de la Patria de Vietnam | 496/496  | Sin cambios | 1º       |
| 1992     | como parte del Frente de la Patria de Vietnam | como parte del Frente de la Patria de Vietnam | 395/395  | 101         | 1º       |
| 1997     | como parte del Frente de la Patria de Vietnam | como parte del Frente de la Patria de Vietnam | 384/450  | 11          | 1º       |
| 2002     | como parte del Frente de la Patria de Vietnam | como parte del Frente de la Patria de Vietnam | 447/498  | 63          | 1º       |
| 2007     | como parte del Frente de la Patria de Vietnam | como parte del Frente de la Patria de Vietnam | 450/493  | 3           | 1º       |
| 2011     | como parte del Frente de la Patria de Vietnam | como parte del Frente de la Patria de Vietnam | 454/500  | 4           | 1º       |
| 2016     | como parte del Frente de la Patria de Vietnam | como parte del Frente de la Patria de Vietnam | 473/494  | 19          | 1º       |
| 2021     | como parte del Frente de la Patria de Vietnam | como parte del Frente de la Patria de Vietnam | 485/499  | 12          | 1º       |

## Relaciones internacionales
En una resolución del X Congreso Nacional del Partido, se decidió renovar y fortalecer la política exterior del partido. A 2010, la Comisión de Relaciones Exteriores del Comité Central mantiene buenas relaciones con 222 partidos políticos en 115 países. Según el partido, se trata de una "contribución importante para acelerar el proceso de renovación, industrialización y modernización de Vietnam". El partido no solo tiene relaciones exteriores con los partidos comunistas; Se han establecido relaciones con partidos no comunistas porque sus países son económicamente importantes para Vietnam. Las relaciones con otros partidos comunistas y obreros son muy importantes y se basan en "la solidaridad, la amistad, el apoyo mutuo en la lucha por el socialismo en el espíritu del marxismo-leninismo y el internacionalismo puro de la clase obrera". Intercambia puntos de vista con dichos partidos sobre cuestiones teóricas y prácticas relacionadas con la construcción socialista, la construcción de partidos y los problemas actuales. El PCV participa activamente en reuniones internacionales de partidos comunistas y obreros, como el Encuentro Internacional de Partidos Comunistas y Obreros.
El PCV mantiene actualmente relaciones con más de 100 partidos comunistas y obreros. El partido ha enfatizado la importancia de las relaciones con el Partido Popular Revolucionario de Laos y el Partido Popular de Camboya. También mantiene buenas relaciones con el Partido Comunista de China, el Partido Comunista de Cuba y el Partido de los Trabajadores de Corea. El PCV envió delegaciones al 8° Congreso del Partido Comunista de la Federación Rusa en 2008, al 5° Congreso del Partido de los Comunistas Italianos en 2008, al 20° Congreso del Partido Comunista de la India en 2008, al 9° Partido Comunista de la India ( Marxista) en 2008, Al 18.º Congreso del Partido Comunista de Grecia en 2009, Al 9º Congreso del Partido Comunista de Dinamarca en 2009, el 18.º Congreso del Partido Comunista de España en 2009, el 8º Congreso del Partido Comunista de Nepal (marxista –Leninista) en 2009, el XII Congreso del Partido Comunista de Brasil en 2009 y al del Partido Comunista de Perú en 2010.
El PCV también mantiene relaciones amistosas con los partidos políticos de izquierda latinoamericanos. Una delegación del PCV participó en el 22 ° Encuentro del Foro de São Paulo en El Salvador en junio de 2016.